# Nolan Bushnell

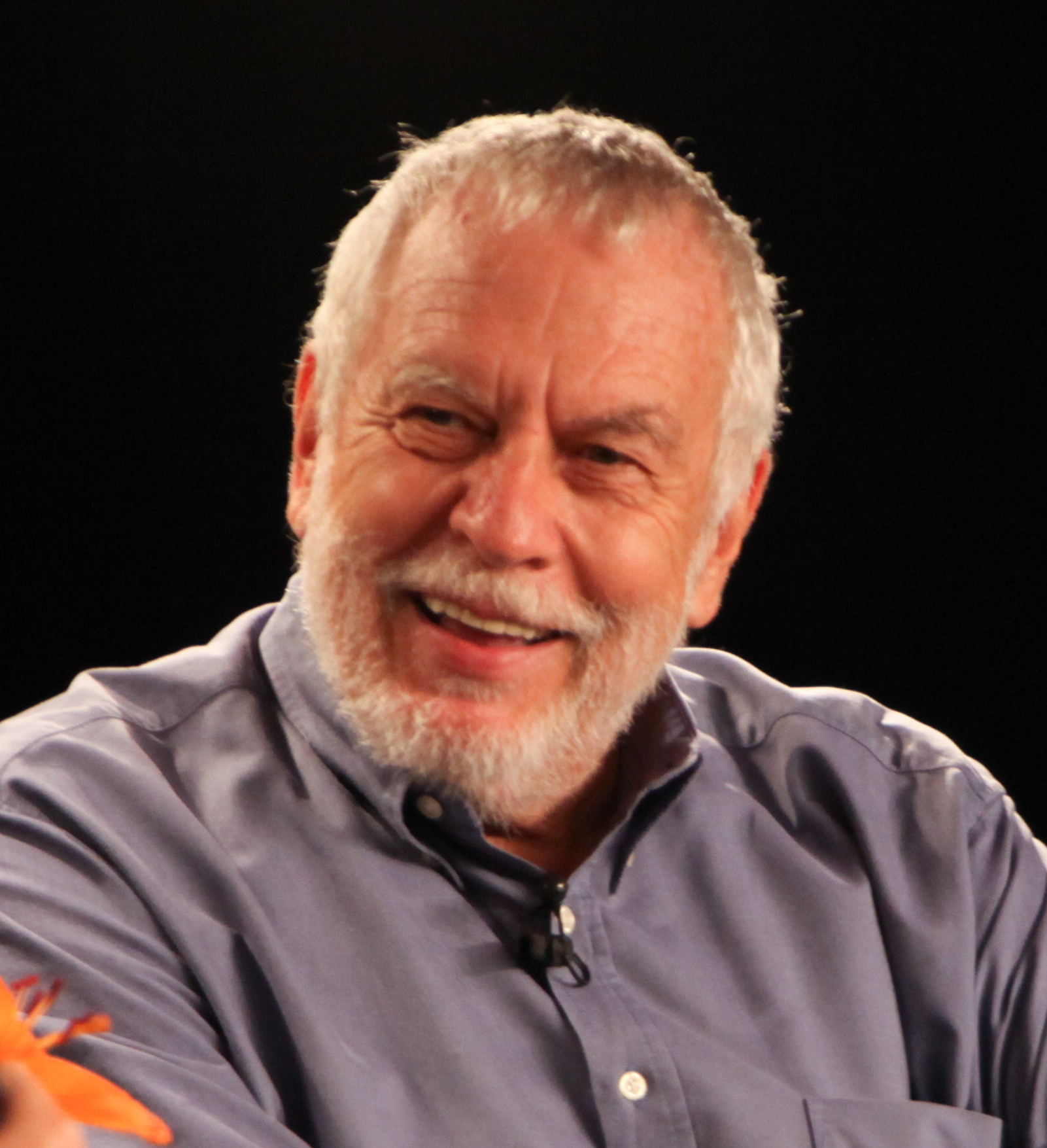
Nolan Bushnell (2013)

Nolan Key Bushnell (* 5. Februar 1943 in Clearfield, Utah) ist ein amerikanischer Ingenieur und Unternehmer, der sowohl Atari, Inc. als auch die Kette Chuck E. Cheese’s Pizza-Time Theaters gründete. Bushnell wurde in die Video Game Hall of Fame und die Consumer Electronics Association Hall of Fame aufgenommen, erhielt den BAFTA Fellowship und die Auszeichnung „Erfinder des Jahres“ von Nations Restaurant News und befindet sich unter Newsweek’s „50 Menschen, die Amerika veränderten“.
Bushnell gründete über 20 Unternehmen und gilt als einer der Gründerväter der Videospiel-Industrie. Gegenwärtig ist er im Vorstand der Anti-Altersspiele. Sein neuestes Projekt ist der Lernsoftware-Hersteller Brainrush, der Videospieltechnologie zu Lernzwecken einsetzt, unter Einbeziehung von Hirnforschung in einer Weise, von der Bushnell glaubt, dass sie die Bildung fundamental verändern wird. Bushnell, der Mitgründer und Vorsitzender von Brainrush ist, glaubt daran, dass Brainrush sein größter Erfolg werden wird.

## Leben
Bushnell stammt aus einer Mormonen-Familie in Utah, ist selbst aber nach eigenen Angaben nicht religiös. Er hatte während seiner Schul- und College-Zeit viel im Lagoon Amusement Park in seiner Heimatstadt Ogden gearbeitet. Dort interessierte er sich besonders für die Midway Arcade Spiele, wo die Themenpark-Besucher ihr Glück und Geschick einsetzen mussten, um zum Ziel zu kommen und einen Preis zu gewinnen. 1968 studierte er an den Universitäten von Utah und Stanford Elektrotechnik und war ein Mitglied der Bruderschaft Pi Kappa Alpha. Dort kam er zum ersten Mal in Kontakt mit Computern. Während seines Informatik-Studiums spielte er besonders gern Spacewar, das ursprünglich von Steve Russell für die DEC PDP-1 geschrieben worden war, und wollte es als Automatenversion veröffentlichen. Er produzierte einige Exemplare des ersten Arcade-Automaten namens Computer Space, doch letztlich wurde das Spiel aufgrund seiner Komplexität nicht angenommen – die potenziellen Kunden waren noch nicht erfahren genug im Umgang mit Videospielen.
1972 gründete Bushnell die Firma Atari und nachdem er 1976 Atari für 28 Millionen Dollar an Time Warner verkauft hatte, erwarb er das Herrenhaus des Kaffee-Magnaten James Folger in Woodside, Kalifornien, und lebte dort mit seiner Frau Nancy und seinen acht Kindern. Die Bushnells leben heute in Südkalifornien. Bushnells ältestes Kind, Alissa, arbeitet mit ihm bei uWink.
Nolan wuchs in der Kirche Jesu Christi der Heiligen der letzten Tage auf, ist aber nicht länger aktives Mitglied. Ein 1999er Time-Magazine-Artikel bezeichnet ihn als einen „abgelaufenen Mormonen“ und beschreibt, wie er eine Pfeife raucht, was mit den Gesundheitsvorschriften der Kirche unvereinbar ist.
Im Juni 2008 wurde ein neuer Film angekündigt, in dem Leonardo DiCaprio Bushnell spielen sollte.
Am 10. März 2009, bei den British Academy Video Games Awards, verlieh ihm die British Academy of Film and Television Arts die Ehrenmitgliedschaft der Kunstakademie für seine Leistungen als Gründervater der Videospiel-Industrie.
Bushnell wurde im Dokumentarfilm Something Ventured vorgestellt, der 2011 seine Premiere hatte. Privat engagiert er sich für den internationalen Schüleraustausch.

### Syzygy
1969 formierten sich Nolan Bushnell und sein Partner Ted Dabney zu Syzygy, in der Absicht, einen Spacewar Clone zu produzieren, der Computer Space heißen sollte. Um ihr Unternehmen am Leben zu halten, während sie den Prototyp entwickelten, boten sie einen Reparaturdienst für defekte Flipperautomaten an. Sie trafen ein Abkommen mit Nutting Associates, einem Hersteller von münzbasierten Rate- und Schießspielen, der ein Fiberglasgehäuse produzierte, das den Münztransport-Mechanismus beinhaltete.
Computer Space wurde ein kommerzieller Misserfolg, obwohl die Verkäufe über 3 Mio. Dollar erzielten. Bushnell war der Ansicht, dass Nutting Associates das Spiel nicht wirklich gut vermarktet hatte, und entschied sich dafür, sein nächstes Spiel für einen größeren Hersteller zu lizenzieren.

### Atari
Am 27. Juni 1972 gründete er mit seinem Partner Dabney und einem Startkapital von 500 Dollar die Computerfirma Atari. Ursprünglich wollte er die Firma Syzygy nennen, aber zu seiner eigenen Überraschung gab es bereits einen Dachdecker mit diesem Namen, und er wich auf den Namen „Atari“ aus – einen Begriff aus der japanischen Kampfkunst und dem Brettspiel Go, das er in seiner Freizeit gern spielte. Atari bedeutet da: Angriff, Treffer. Er ließ von seinem Kollegen, dem Atari-Mitbegründer Allan Alcorn ein einfaches Reaktionsspiel programmieren: Pong. Dieses auch für Anfänger leicht verständliche Spiel begründete 1972 den ersten Erfolg der Firma. Bushnell geriet damit in einen juristischen Streit mit der Firma Magnavox, der damit endete, dass Magnavox von Atari bis 1976 einen Gewinnanteil erhielt. Atari stellte 1977 die Videokonsole 2600 her und bot Spiele auf Steckmodulen an, die man leicht in das Gerät einstecken konnte, um so zu spielen. Diese entwickelte sich zu einem Renner mit ca. 30 Millionen verkauften Geräten und über 500 Spielen. 1979 folgten die Atari Heimcomputer, mit denen man nicht nur spielen, sondern auch programmieren konnte.
1976 verkaufte Bushnell Atari an Time Warner, blieb jedoch weitere zwei Jahre als Berater tätig. Während dieser Zeit missfiel ihm das Warner-Management immer mehr, etwa die konservative Art, neue Produkte herauszubringen, den Speisesaal für den Geschäftsführer oder der 4-Sterne-Koch. 1978 verließ Bushnell schließlich die Firma.

### Chuck E. Cheese Pizza
Im Mai 1977 gründete er die Fastfoodkette Chuck E. Cheese’s Pizza Time Theater, die als Zielgruppe Familien mit Kindern hatte. Zum Konzept gehörte, den Kunden neben dem Essen auch Automatenspiele in einem mit Animatronic-Figuren dekorierten Ambiente anzubieten. Vermutlich war diese Restaurantkette die erste mit diesem Ansatz. Ab 1979 vergab Bushnell erfolgreich Lizenzen an Franchise Unternehmen, woraus auch das Unternehmen ShowBiz Pizza Place entstand. 1984, während einer Krise der Spieleindustrie, machte Chuck E. Cheese 15 Millionen Dollar Verlust und ging mit insgesamt 250 Standorten (davon 128 Corporate, der Rest Franchise) ins Chapter 11-Konkursverfahren. Die von Chuck E. Cheese selbst betriebenen Restaurants wurden von Bushnells Franchisenehmer Bob Brock in dessen Unternehmen ShowBiz Pizza Place eingegliedert. Bis 1993 liefen beide Ketten nebeneinander, dann übernahm Showbiz Pizza Chuck E. Cheese als Maskottchen und Namensgeber.

### Axlon und Androbot
In den 80er Jahren gründete Nolan Bushnell die Spielefirma Axlon, welche auch für den Atari 2600 Spiele produzierte. Er war auch Mitbegründer von Sente Games. Auch den Namen „Sente“ entnahm er dem Japanischen. Während in dem Spiel Go das Wort „Atari“ die Drohung ist, einen Stein zu schlagen, bedeutet Sente, in der Vorhand zu sein.
Mit Allan Alcorn gründete Bushnell 1982 das Unternehmen Androbot Inc., das erschwingliche Heimroboter herstellen sollte, die sich zum Spielen und dem Transport kleiner Gegenstände eigneten. Das Vorhaben zog so viel Aufmerksamkeit auf sich, dass Bushnell Anrufe von Leuten bekam, die die Aktien seiner Firma kaufen wollten. Er wollte Androbot deshalb an die Börse bringen und lieh sich dazu Kapital von Merrill Lynch Private Capital Inc. Als 1983 der Technologie-Aktienmarkt zusammenbrach, zog Merrill Lynch die Unterstützung zurück, so dass Bushnell plötzlich allein mit 5 Mio. Dollar in der Kreide stand. Kurz darauf verklagte Merrill Lynch Bushnell wegen eines 500.000 Dollar Schuldscheins, Bushnell konterte mit einer Gegenklage, weil Merrill Lynch seiner Meinung nach an der Androbot-Pleite mitschuldig war. Dieser Rechtsstreit zog sich über Jahre hin und kostete ihn fast sein gesamtes Vermögen. Um ihn endlich zu beenden, verkaufte er 1998 sein Herrenhaus und bezahlte damit seine Restschulden.

### uWink
Seit 1999 leitet er die Internetfirma uWink. Diese versuchte sich mit verschiedenen Produkten am Markt zu etablieren, einschließlich eines berührungsempfindlichen Kiosk-Modells, einem Gewinnkonzept für Bar- und Preisgewinne und als Online-Entertainment-Systemnetzwerk.
Die Produktion des Kiosk-Modells wurde inzwischen eingestellt. Der letzte Versuch war das uWink Bistro, ein interaktives Restaurant, bei dem sich die Gäste ihr Essen über berührungsempfindliche Bildschirme bestellen und sich die Zeit bis zur Lieferung mit Spielen oder dem Anschauen von kurzen Filmen vertreiben konnten. Es sollten sogar Interaktionen mit anderen Gästen an anderen Tischen über die Bildschirme möglich sein. Drei Restaurants wurden in Kalifornien eröffnet, das erste in Woodland Hills am 26. Oktober 2006, das zweite in Hollywood und das dritte in Mountain View. Die Wirtschaftskrise 2008 zog die Restaurants jedoch in Mitleidenschaft, so dass sie wieder schließen mussten.
Im April 2010 lud Atari Bushnell ein, künftig als Mitglied des Aufsichtsrats und Berater im Unternehmen tätig zu sein. Bushnell nahm an: „Ich bin sehr froh, wieder mit Atari zusammenzukommen – und das zu einer Zeit, in der wir mit großen Schritten in wachsende Schlüsselbereiche der Spieleindustrie hineinwachsen können.“. Im Juli 2013 musste Atari jedoch Insolvenz anmelden. Bushnell sagte dazu in einem Interview, eine Reihe von Aktionären hätten Atari missbraucht, es wäre ihnen nur um die hohen Gehälter gegangen, statt um die Rettung des Unternehmens.

### Brainrush
Bushnells jüngste Firma ist Brainrush, deren Gründer, Chef und Vorsitzender er ist, eine Firma, die Videospieltechnologie nutzt, um Lernsoftware herzustellen. Die Firma wurde 2012 durch einen Risikokapitalfonds finanziert. Sie basiert auf der Idee, dass der Lehrplan durch Minispiele unterstützt werden kann. Man kann eine beliebige Einheit aus Sprache, Kunst, Geographie, Einmaleins, Chemie oder Biologie nehmen und diese in ein Lernspiel verwandeln. Brainrush nennt die zugrundeliegende Technologie „Adaptive Praxis“. Das Lernen, die Praxis und das Ausprobieren soll alles zur selben Zeit stattfinden und sich in einer Sache wiederfinden: dem Spiel. Bewertungen sollen automatisch erfolgen und in Abständen wiederholt werden können. Zwischen 2010 und 2012 testete Brainrush das Konzept im Lernfach Spanisch mit 2.200 Lehrern sowie 80.000 Schülern und erzielte nach eigenen Angaben eine bis zehnfach höhere Lerngeschwindigkeit. Im Herbst 2013 will Brainrush die volle Plattform für jedes Thema herausbringen.

### Modal VR
2017 wurde bekannt, dass Bushnell an einer "revolutionären" VR-Technik mit seiner Firma Modal VR arbeitet. Das Start-Up entwickelt ein portables Großflächen-VR-System für Unternehmen, das nicht nur für Unterhaltungszwecke genutzt werden kann, sondern beispielsweise auch fürs Training von Sicherheitskräften.

### Umgangssprachliche Verwendung von Atari
Im Buch Tobias O. Meißners zur Entwicklung der Computerspielindustrie und der zugehörigen Szene wird die Generation der amerikanischen Atari-Kids mit der zugehörigen Generation Golf in Deutschland parallel gesetzt. Als Atari Democrats werden in den USA moderat linke technologiefreundliche Politiker aus der Zeit bezeichnet, so unter anderem Al Gore.

## Preise und Auszeichnungen
Im Juli 2010 erhielt Bushnell den Lara-Award in der Kategorie Lebenswerk (Lara of Honor), eine Auszeichnung der deutschen Videospielbranche. 2024 wurde Bushnell Fellow des Computer History Museum.